# Dioscorea belophylla
Dioscorea belophylla là một loài thực vật có hoa trong họ Dioscoreaceae. Loài này được (Prain) Voigt ex Haines mô tả khoa học đầu tiên năm 1910.